# Höhnie Records
Höhnie Records (eigene Schreibweise: HöhNIE Records) wurde 1991 durch Andreas Höhn gegründet und arbeitete mit Nasty Vinyl zusammen. Bekannt wurde das Label durch die Veröffentlichung alter DDR-Punk-Aufnahmen u. a. von Schleim-Keim, Namenlos und Müllstation, sowie die Bands Asta Kask, Hausvabot und Rasta Knast. In den letzten Jahren seines Bestehens kamen Neuauflagen alter finnischer Hardcore-Punk-Bands wie Kaaos, Appendix und Riistetyt zum Labelprogramm hinzu.